# Barpathar
Barpathar là một thị xã và là nơi đặt Ủy ban khu vực thị xã (town area committee) của quận Golaghat thuộc bang Assam, Ấn Độ.

## Địa lý
Barpathar có vị trí 26°18′B 93°52′Đ / 26,3°B 93,87°Đ Nó có độ cao trung bình là 99 mét (324 foot).

## Nhân khẩu
Theo điều tra dân số năm 2001 của Ấn Độ, Barpathar có dân số 7078 người. Phái nam chiếm 53% tổng số dân và phái nữ chiếm 47%. Barpathar có tỷ lệ 78% biết đọc biết viết, cao hơn tỷ lệ trung bình toàn quốc là 59,5%: tỷ lệ cho phái nam là 82%, và tỷ lệ cho phái nữ là 73%. Tại Barpathar, 12% dân số nhỏ hơn 6 tuổi.